# Puşcă Automată model 1986
El Puşcă Automată model 1986 (‘fusil automático modelo 1986’,  abreviado PA md. 86 o simplemente md. 86) es el fusil de asalto estándar usado por el Ejército rumano y manufacturado en Cugir (Rumania) por la empresa RomArm S.A. situada en Bucarest, Rumania. El nombre de la variante para exportación es el AIMS-74.

## Historia

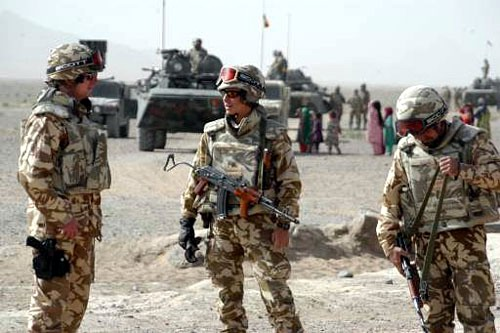
Soldados rumanos utilizan el md. 86 en Afganistán

Como la Unión Soviética estaba reemplazado sus fusiles AK-47 calibre 7,62 mm con el fusil AK-74 calibre 5,45 mm, animó a otras naciones del Pacto de Varsovia a que hicieran lo mismo.
A mediados de los años ochenta, Rumania había decidido cambiar el calibre de sus armas al nuevo tipo de munición soviética, no obstante decidió diseñar un nuevo fusil de manera independiente y que no representara una copia del AK-74 soviético. De este modo, el PA md. 86 tiene varios elementos anacrónicos del AKM que solamente pueden encontrarse en el prototipo del AK-74.

## Características
La característica del AKM que es fácilmente reconocible es el diseño del tubo de gases (45 grados frente a 90 grados). Aunque el bloque del gas es idéntico al del AKM, la portilla de gas en el cañón fue situada a 90 grados para minimizar el desgarre de la bala (un problema con los primeros AK-74 con las portillas inclinadas a 45 grados). Esto significa que el AK-74 rumano tiene una portilla de gas con el doble del ángulo, que dificulta mucho más el limpiarla. Esta variante también utiliza el anclaje del cañón del AK-47 y tiene un riel lateral alargado.
Puede emplear tanto el apagallamas del AK-74 como uno diseñado para las Fuerzas Especiales. El diseño también incorpora una palanca de carga curvada hacia arriba, una culata de alambre plegable basada en un diseño germano-oriental, pero montada ligeramente hacia la izquierda y el tradicional guardamano con empuñadura vertical (mejora el agarre en tiro a ráfagas pero no ayuda en el transporte). El guardamano inferior del PA md. 86 está hecho de madera laminada, mientras que el guardamanos superior y las cachas de su pistolete son de baquelita. Ninguno de estos componentes ha tenido una versión de polímero. 
El lanzagranadas acoplado AG-40 puede ser instalado después de quitar el guardamanos estándar. Los punteros láser y linternas también se pueden fijar al cañón mediante una abrazadera. Este fusil es una de las pocas versiones del AK que tiene opción de ráfaga corta (3 disparos). Las marcas del selector son las siguientes, de arriba abajo: ∞, 1, 3. Solamente utiliza cargadores de acero.
Los buzos de combate también utilizan una versión con guardamanos rectos, pues la agarradera vertical se considera incómoda para las operaciones anfibias.

## Variantes
Este fusil también tiene una versión corta raramente vista, conocida también como la versión carabina, que tiene el punto de mira montado sobre el tubo de gases. Esta versión también utiliza guardamanos rectos.

### Variantes civiles
Los modelos civiles para exportación calibre 5,45 mm son el Romak 992, el Romak 2, el Intrac Mk II, el CUR-2, el WUM-2, el SAR 2 y el WASR 2, que es el fusil actualmente producido. El WASR 2 no tiene un cajón de mecanismos con entalles, al contrario de los modelos anteriores.